# Asmate stena
Asmate stena är en fjärilsart som beskrevs av Eugen Wehrli 1940. Asmate stena ingår i släktet Asmate och familjen mätare. Inga underarter finns listade i Catalogue of Life.